# Leptarctia fulvofasciata
Leptarctia fulvofasciata är en fjärilsart som beskrevs av Butler 1884. Leptarctia fulvofasciata ingår i släktet Leptarctia och familjen björnspinnare. Inga underarter finns listade i Catalogue of Life.